# Toril (tauromaquia)

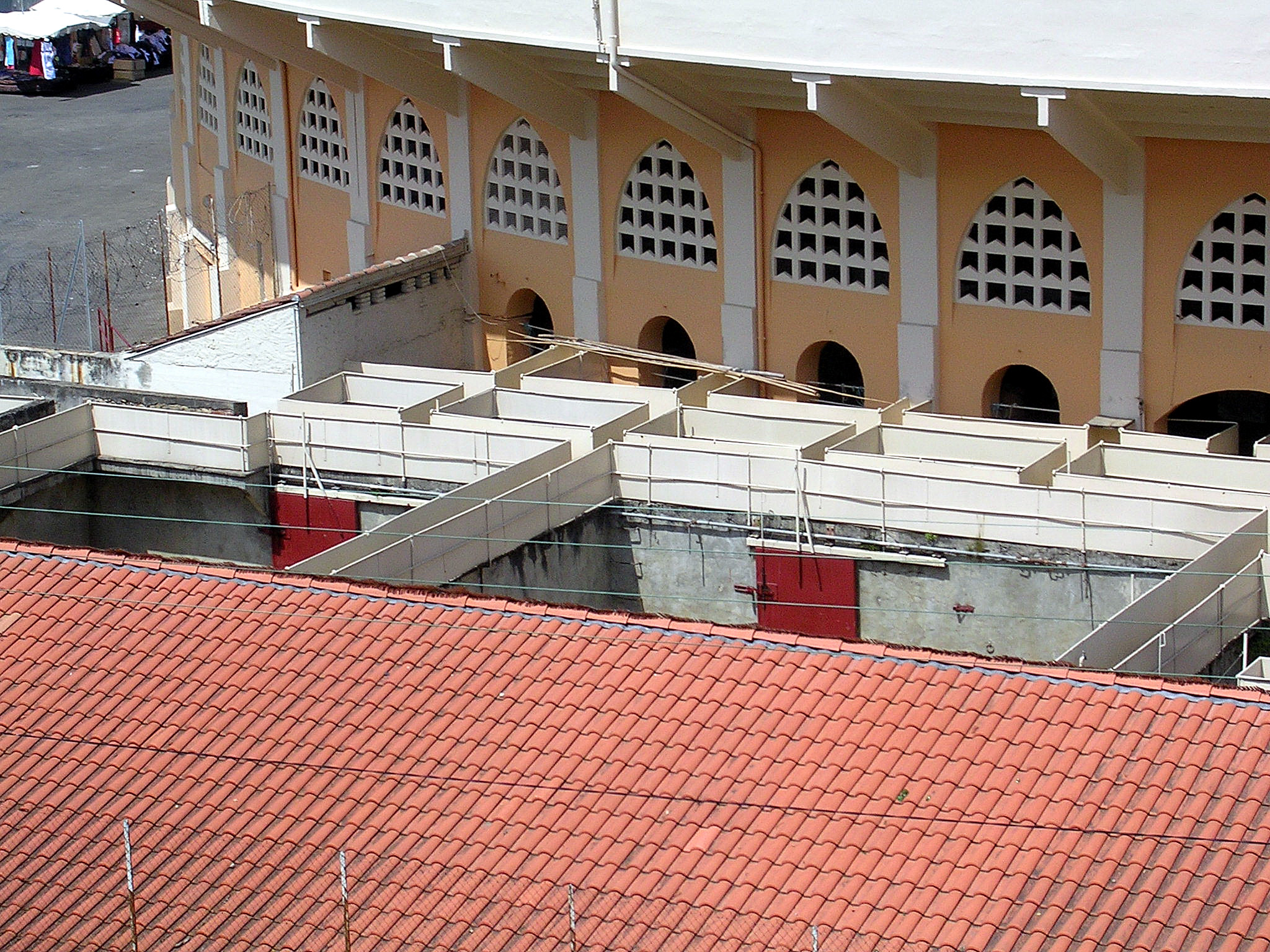
Corrales de la plaza de toros francesa de Mont-de-Marsan.

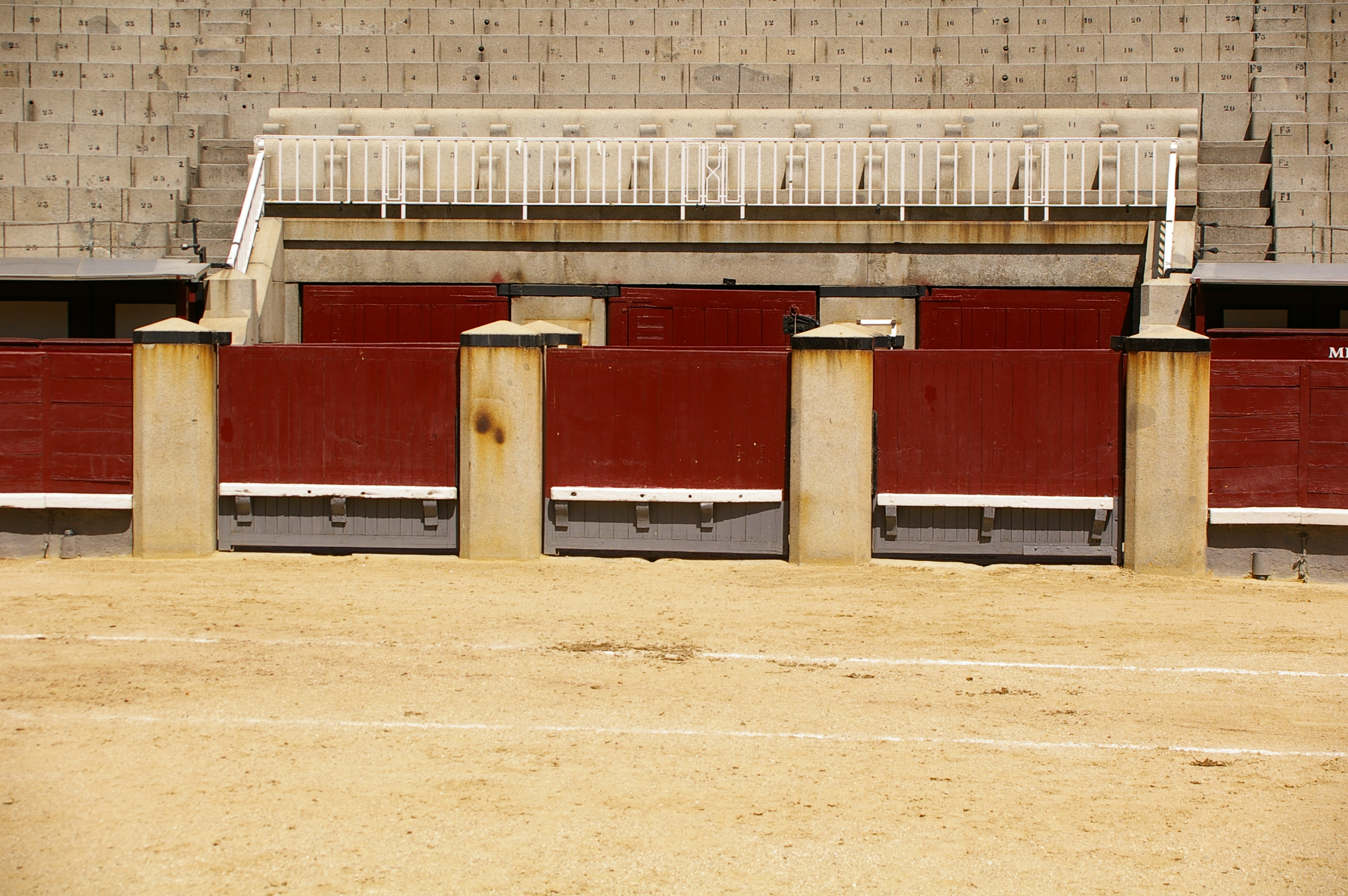
Puertas de toriles de la plaza de toros de Las Ventas.

El  toril es la dependencia de la plaza de toros donde son encerrados los toros antes de la corrida. Antiguamente, como mencionaba Sebastián de Covarrubias, era «el corral donde encierran los toros para correrlos».

## Toril y chiquero según la RAE
Los primeros usos de la palabra chiquero referido al lugar donde se encierra un toro data de 1817 según recoge la RAE, y su acepción era: «prov. And. La jaula donde se encierra el toro que se ha de correr».
La plabara chiquero aparece en el DRAE en 1817, fue sustituida en el mismo diccionario en 1884 por la de toril, cuya acepción fue: «sitio o paraje en que se enjaulan los toros, para correrlos en alguna fiesta», definición que permaneció sin cambios hasta 1992. Años después, en 2001, se definió el chiquero como: «cada uno de los compartimientos del toril en que están los toros encerrados antes de empezar la corrida». Significado que se recoge en otros diccionarios taurinos especializados como el Vocabulario taurómaco publicado en 1880 por Leopoldo Vázquez Rodríguez, en el Vocabulario taurino que fue publicado en 1900 por Casellas y en el Gran diccionario taurómaco de José Sánchez de Neira que desarrolla la definión con más detalle.

## Descripción
El toril está formado por un conjunto de compartimentos contiguos al ruedo de la plaza y comunicados entre sí mediante un pasillo. Esta serie de compartimentos son denominados chiqueros, serán ocho en total y en ellos permanecen los toros hasta que salen al ruedo para ser lidiados.
En el siglo XVII Luis del Campo mencionaba que los corrales para albergar las reses, eran desmontados al finalizar la corrida de toros, durante esa época se buscaron soluciones para dejar las dependencias fijas dado el alto coste que suponía su dsmantelamiento.
Desde 1992 la ley obliga de la existencia de toriles en todas las plazas fijas con un número mínimo de tres corrales que deben comunicarse entre sí, además de contar con suficientes burladeros y otras medidas de seguridad que permitan el reconocimiento de las reses, el apartado y el posterior enchiqueramiento de las mismas. Uno de los corrales debe estar comunicado con los chiqueros y el otro corral conecta con la zona de embarque y desembarque de los toros.
El tamaño de los chiqueros está regulado por la legislación taurina de las comunidades autónomas, en Madrid el Decreto 112/1996, de 25 de julio, por el que se aprueba el Reglamento de Espectáculos Taurinos Populares, establece que la puerta del chiquero debe tener una dimensión mínima de 2,25 metros de alto por 2 metros de ancho.
A cada uno de los toros se le asigna un chiquero en el momento del apartado, operación que sigue al sorteo, y que consiste en separar los toros entre sí y colocarlos uno a uno en un chiquero.
El torilero es el empleado de la plaza encargado de abrir y cerrar las puertas de toriles. Recibe de manos del alguacil de forma simbólica la llave de la puerta del toril que él mismo recibió de manos del presidente al final del paseíllo. Después de la entrega de las llaves y posterior permiso del presidente, sale el primer toro al ruedo.
El corral es un conjunto de patios que se comunican entre sí a través de puertas y forman el toril que es una parte de las dependencias de la plaza. Por lo tanto, los toros son transportados en camión al corral donde se desencajonan y quedan a la espera, en varias decenas de metros cuadrados durante unos días antes de ser enchiquerados, y luego, soltados al ruedo a través de la puerta de toriles. A esta entrada en toriles también se le dice encierro al «acto de traer los toros a encerrar al toril», según el Diccionario de la Real Academia Española, matizando Cossío que se refiere al «conjunto de cabestros y demás reses que han de encerrarse» en los toriles de la plaza previamente a la celebración de la corrida. Los encierros constituían antiguamente «la última etapa del traslado de las reses bravas desde la ganadería originaria.»
El toril además de ser el espacio donde se encierran los toros para la lidia, también se ha usado para denominar un tipo de tienta: tienta en toril. Esta denominación viene recogida en los diccionarios de José Carlos de Torres, Diccionario del arte de los toros (1996) y de Luis NIeto Manjón Diccionario Espasa de términos taurinos (2004).
En la suerte «a porta gayola», el torero espera la salida del toro al ruedo, solo y arrodillado frente a la puerta de toriles.